# Simfonia núm. 8 (Mahler)
La Simfonia núm. 8 en mi bemoll major de Gustav Mahler és una de les obres corals de major escala del repertori orquestral clàssic. A causa de l'exigència d'una quantitat enorme d'instrumentistes i cantants per a interpretar-la, sovint se l'anomena «Simfonia dels mil», sobrenom que es va inventar l'empresari Emil Gutman, tot i que Mahler no hi va estar d'acord. La peça va ser composta en un únic període d'inspiració a Maiernigg, al sud d'Àustria, l'estiu de 1906. Va ser l'última obra que Mahler va estrenar en vida i va comptar amb un gran èxit de crítica i públic quan la va dirigir a l'estrena absoluta a la ciutat bavaresa de Múnic el 12 de setembre de 1910.
Mahler estava convençut des del principi de la importància de l'obra, i en renunciar al pessimisme que havia marcat gran part de la seva música, va oferir la Vuitena com una expressió de confiança en l'etern esperit humà. En el període posterior a la mort del compositor, va ser relativament poc interpretada. No obstant això, des de mitjan segle xx en endavant, la simfonia ha estat programada amb regularitat a sales de concerts de tot el món i s'ha enregistrat en moltes ocasions. Sense deixar de reconèixer la seva àmplia popularitat, els crítics moderns tenen opinions contraposades sobre l'obra; alguns troben el seu optimisme poc convincent i consideren que és artísticament i musicalment inferior a altres simfonies de Mahler. No obstant això, també ha estat comparada amb la Novena simfonia de Beethoven en el sentit de ser una declaració de la definició humana del seu segle.
La fusió de la cançó i la simfonia havia estat una característica de les primeres obres de Mahler. En el seu període «mitjà» de composició -a partir del 1901- un canvi de rumb el va portar a compondre tres simfonies purament instrumentals. La Vuitena, que marca el final del període «mitjà», torna a una combinació d'orquestra i veu en un context simfònic. L'estructura de l'obra no és convencional, i en comptes de seguir l'estructura normal en diversos moviments, la peça es divideix en dues parts. La primera es basa en el text llatí d'un himne cristià del segle ix per a la Pentecosta, el Veni Creator Spiritus («Vine, Esperit Creador») atribuït a Raban Maur, abat de Fulda, i la segona és un arranjament de l'escena final del Faust de Goethe. Les dues parts estan unificades per una idea comuna, la de la redempció a través del poder de l'amor, unitat transmesa mitjançant temes musicals comuns.

## Història

### Antecedents

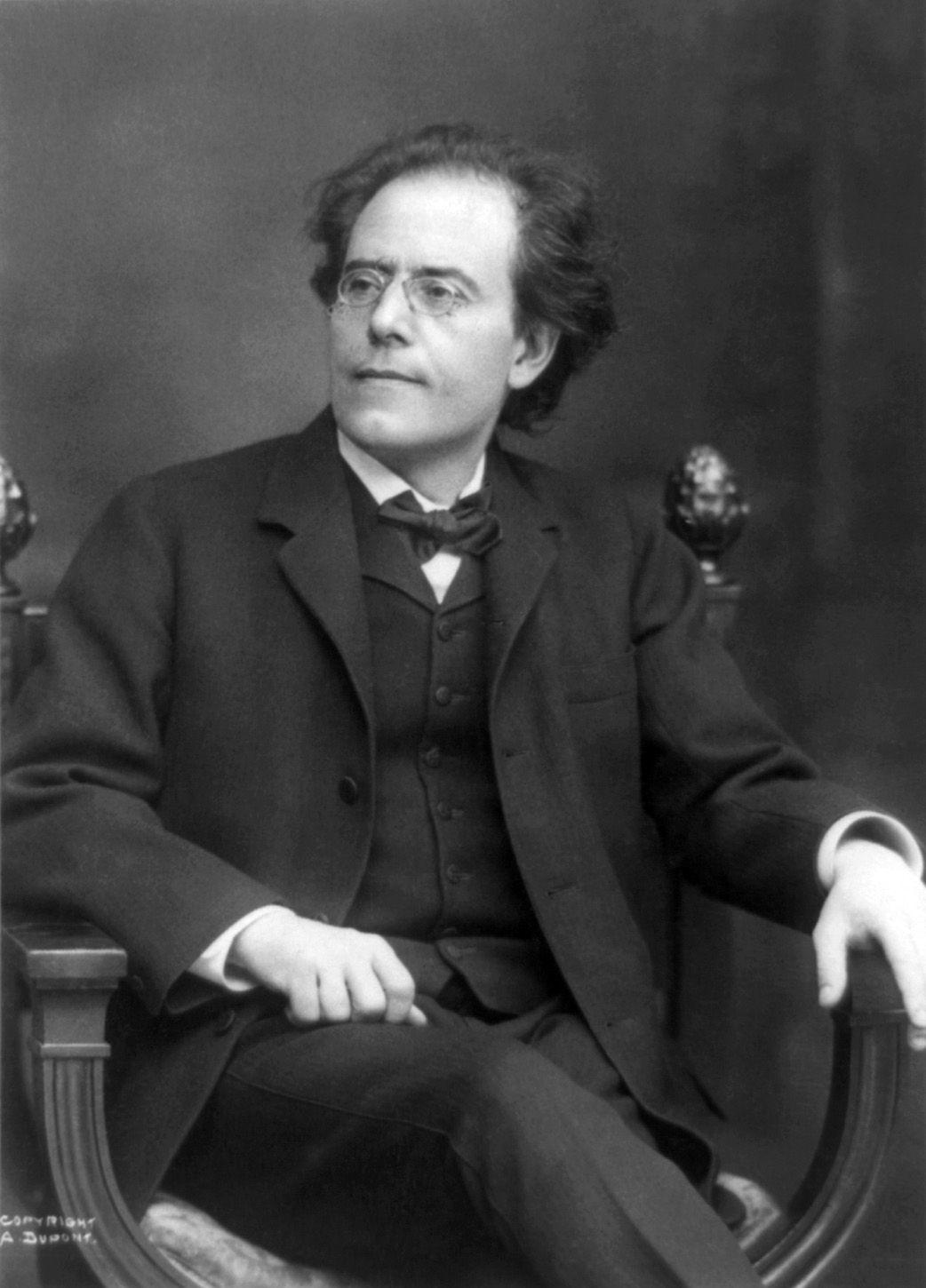
Gustav Mahler al 1909

L'estiu de 1906 ja feia nou anys que Mahler era director de l'Òpera de la Cort de Viena (Wiener Hofoper, en alemany). Com cada estiu des de llavors, Mahler marxava de Viena quan finalitzava la temporada de la Hofoper per dedicar-se en cos i ànima a la composició. Des de 1899, el seu refugi era a Maiernigg, prop de Maria Wörth, una ciutat turística de Caríntia situada al sud de l'actual Àustria, on Mahler va fer-se fer un xalet amb vista al llac Wörthersee. En aquest relaxant entorn va completar la Quarta, Cinquena, Sisena i Setena simfonia, els Rückert-Lieder i el cicle de cançons Kindertotenlieder («Cançons als nens morts»).
Fins a l'any 1901, les composicions de Mahler havien estat fortament influïdes per la col·lecció de cançons populars alemanyes titulada Das Knaben Wunderhorn («El corn màgic de la joventut»), amb què havia tingut el primer contacte l'any 1887. La música dels nombrosos arranjaments sobre els Wunderhorn es reflecteix en la Segona, Tercera i Quarta simfonies, les quals utilitzen tant efectismes vocals com instrumentals. No obstant això, des d'aproximadament l'any 1901, la música de Mahler es va sotmetre a un canvi de caràcter a mesura que avançava cap al període «mitjà» de la seva vida compositiva. És aquí on els poemes de Friedrich Rückert, més austers, van reemplaçar la col·lecció Wunderhorn a manera d'influència principal; aquestes cançons estan menys relacionades amb el folklore i s'infiltren de manera menys àmplia en els temes de les simfonies que abans. Durant aquest període escrigué la Cinquena, la Sisena i la Setena simfonies, totes elles obres purament instrumentals, descrites per l'estudiós Deryck Cooke com a «més severes i directes, […] amb més tensió simfònica i una orquestració sòlida com el granit».
El juny de 1906, Mahler va endur-se a Maiernigg l'esborrany de la seva Setena Simfonia amb la intenció de revisar-ne l'orquestració fins que li sorgís una idea per a una nova obra. Alma Mahler, l'esposa del compositor, explica a les seves memòries que, durant quinze dies, Mahler va estar «perseguit per l'espectre d'una inspiració infructuosa», però, segons recorda el mateix Mahler, el primer dia de vacances va ser capturat per l'esperit creatiu i es va submergir immediatament en la composició d'una nova obra, que es va acabar convertint en la seva Vuitena simfonia.

### Composició
Dues notes amb lletra de Mahler datades el juny de 1906 mostren que els primers plans per a l'obra, que no tenia pensat fer-la com una simfonia coral completa, estaven basats en una estructura de quatre moviments amb dos himnes envoltant un nucli instrumental. Aquests esquemes evidencien que Mahler tenia clara la idea de començar amb l'himne llatí, però no havia decidit la manera precisa de la resta. La primera nota diu el següent:
1. Himne: Veni Creator
2. Scherzo
3. Adagio: Caritas («Amor cristià»)
4. Himne: Die Geburt des Eros («El naixement d'Eros»)[9]

La segona nota inclou esbossos musicals per al moviment del Veni Creator i dos compassos en si menor que es creu que estan relacionats amb el Caritas. L'esquema en quatre moviments es manté en una forma lleugerament diferent, encara sense una indicació específica de l'extensió de l'element coral:
1. Veni Creator
2. Caritas
3. Weihnachtspiele mit dem Kindlein («Jocs de Nadal amb el nen»)
4. Schöpfung durch Eros. Hymne («Creació a través d'Eros. Himne«)[9]

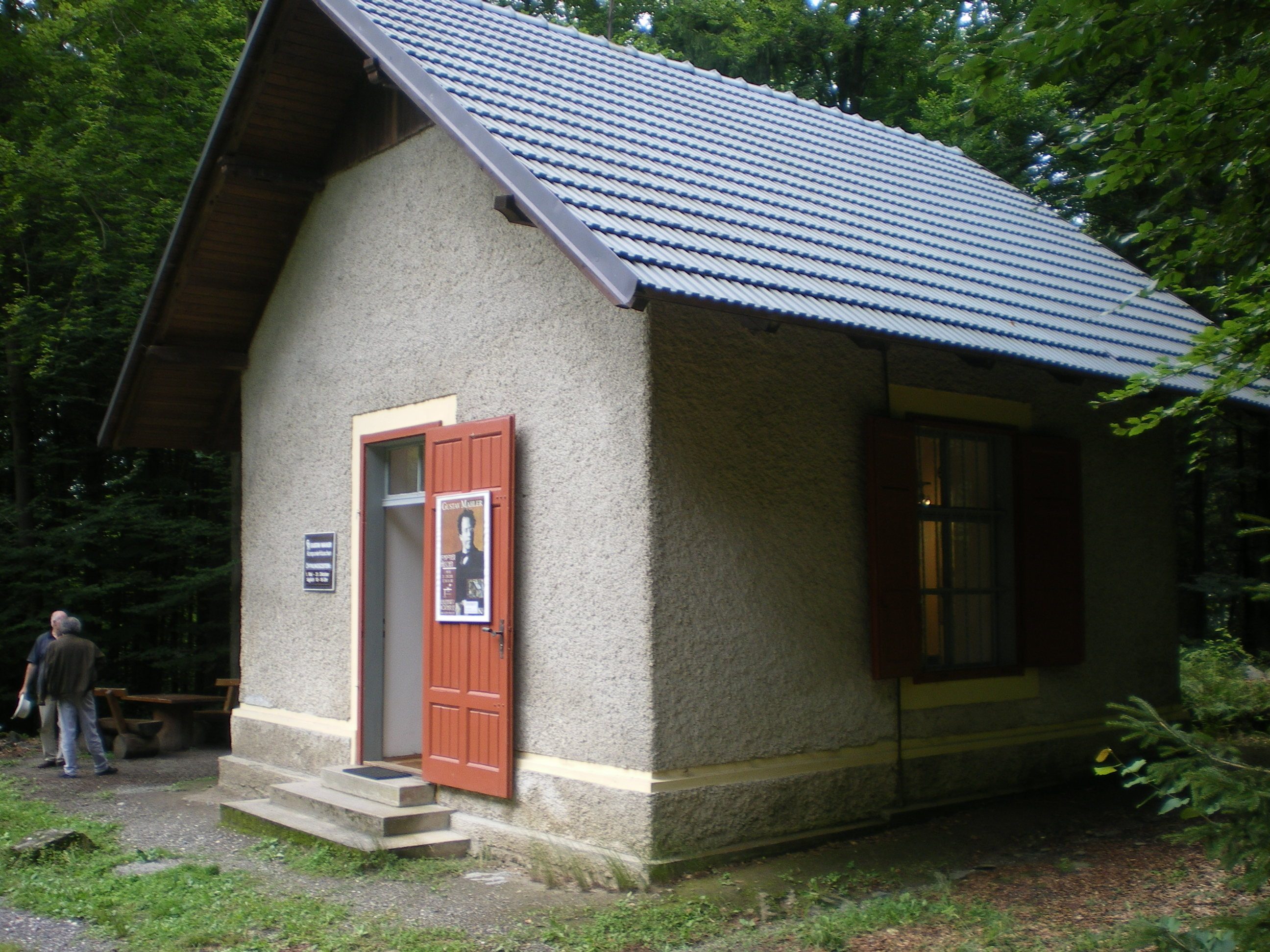
La caseta que Mahler feia servir per compondre situada a Maiernigg, on va compondre la Vuitena Simfonia al llarg de l'estiu del 1906.

Pels últims comentaris de Mahler sobre la gestació de la simfonia, és evident que l'esquema en quatre moviments va durar relativament poc. Aviat es van reemplaçar els últims tres moviments per una única secció, essencialment una cantata dramàtica, basada en l'escena final del Faust de Goethe i la part II inclou la descripció d'un ideal de redempció a través de la feminitat eterna (Des Ewige-Weibliche). Mahler va aspirar durant molt de temps a posar al final del Faust una música èpica, «de manera força diferent de la resta de compositors, que ho havien fet embafador i feble». En comentaris enregistrats pel seu biògraf Richard Specht, Mahler no esmenta en cap moment l'esquema en quatre moviments que tenia pensat en un principi. Va explicar a Specht que en trobar-se per casualitat amb l'himne Veni Creator, va tenir una visió sobtada de l'obra al complet: «Vaig veure la peça sencera immediatament davant els meus ulls i només vaig haver d'escriure-la com si em fos dictada».
L'obra va ser escrita a un ritme frenètic, «en temps rècord», segons el musicòleg Henry-Louis de La Grange. Es va completar l'essencial cap a mitjans d'agost, malgrat que Mahler es va haver d'absentar durant una setmana per assistir al Festival de Salzburg. Mahler va començar a compondre l'himne Veni Creator sense esperar que el text li arribés de Viena. Una vegada li va arribar, com va dir Alma Mahler, «el text complet encaixava amb la música perfectament. De manera intuïtiva ell havia compost la música per a les estrofes completes». Encara que es van realitzar algunes correccions i canvis en la partitura, no s'han trobat indicis de modificacions radicals, a diferència d'anteriors simfonies, en ser preparades per als assajos previs a l'estrena. La simfonia està dedicada a «la seva estimada dona Alma Maria».
Amb l'ús d'elements vocals durant tota la composició, més que en episodis al final o prop d'ell, l'obra va ser la primera simfonia completament coral que es va escriure. Mahler no va tenir dubtes sobre el caràcter innovador de la simfonia i la va qualificar de la cosa més gran que havia fet. Mahler mantenia que totes les seves simfonies anteriors no eren més que un preludi d'aquesta: «tractin d'imaginar l'univers sencer començant a sonar i ressonar. Ja no hi ha veus humanes, sinó planetes i sols girant». Va ser el seu «regal a la nació […] un gran portador d'alegria».

### Efectius instrumentals i vocals

#### Orquestra
La simfonia està escrita per a una orquestra molt gran, d'acord amb la concepció de Mahler de l'obra com un «nou univers simfònic», una síntesi de simfonia, cantata, oratori, motet i lied en una combinació d'estils. De La Grange comenta al respecte: «Per a expressar la seva visió còsmica, [ ... ] cal anar més enllà dels límits i dimensions anteriorment coneguts». Els efectius orquestrals que fan falta no són, però, tan nombrosos com els de l'oratori Gurre-Lieder d'Arnold Schönberg, completat l'any 1911, o la Primera simfonia «Gòtica» de Havergal Brian, de 1919-1927.
La secció de Instrument de vent de fusta per a la Vuitena consisteix en dos flautins (un que dobla la cinquena flauta), quatre flautes, quatre oboès, un corn anglès, tres clarinets en si bemoll, almenys dos requints en mi bemoll, un clarinet baix en si bemoll, quatre fagots i un contrafagot. La secció de vent-metall comprèn vuit trompes, quatre trompetes, quatre trombons, una tuba i un conjunt «a part» de quatre trompetes (la primera pot ser doblada) i tres trombons. Els efectius de percussió consisteixen en dos jocs de timbales, dos de platerets, bombo, gong, triangle i campanes tubulars de registre greu. Mahler també hi va afegir un glockenspiel durant els assajos finals. També s'hi inclouen altres instruments: un orgue, un harmònium, un piano (també afegit a posteriori durant els assajos), dues arpes (tot i que quatre serien preferibles), una celesta i almenys una mandolina (però millor diverses). Mahler va suggerir que, en sales molt grans, el primer instrument de cada secció de vent de fusta fos doblat i que els efectius de la secció de cordes també s'incrementessin.

#### Efectius corals i vocals
Els efectius corals i vocals comprenen dos cors SATB (soprano, alto, tenor, baix), un cor de nens i vuit solistes: tres sopranos, dues contralts, un tenor, un baríton i un baix. A la part II els solistes representen papers dramàtics del text de Goethe, com es veu en la següent taula:
| Tipus de veu | Paper             | Solistes de l'estrena, 12 de setembre de 1910 | Descripció |
| ------------ | ----------------- | --------------------------------------------- | --- |
| Soprano I    | Magna Peccatrix   | Gertrude Förstel (Òpera de Viena)             | La pecadora que va perfumar els peus de Jesús a casa del fariseu (Evangeli segons sant Lluc, capítol 7) |
| Soprano II   | Una Poenitentium  | Martha Winternitz-Dorda (Òpera de Hamburg)    | Una penitent anomenada Gretchen, diminutiu de Margarida |
| Soprano III  | Mater Gloriosa    | Emma Bellwidt (Fràncfort)                     | La Mare de Déu |
| Contralt I   | Mulier Samaritana | Ottilie Metzger (Òpera d'Hamburg)             | La dona samaritana que Jesús va conèixer al pou (Evangeli segons sant Joan, capítol 4) |
| Contralt II  | Maria Aegyptiaca  | Anne Erler-Schnaudt (Òpera de Múnic)          | Maria Egipcíaca, santa semillegendària patrona dels penitents, que va viure els últims cinquanta anys de la seva vida com a ermitana al costat del riu Jordà. Tot i que Goethe la cita com esmentada als Actes dels apòstols, el cert és que no hi apareix. |
| Tenor        | Doctor Marianus   | Felix Sensius (Berlín)                        | L'ànima transformada de Faust. |
| Baríton      | Pater Ecstaticus  | Nicola Geisse-Winkel (Òpera de Wiesbaden)     | Sant anacoreta que està meditant sobre el seu camí cap a la comprensió divina. Es troba a un elevat nivell de comprensió i té la facultat de levitar amunt i avall; per això canta en una tessitura mes aviat aguda.                                        |
| Baix         | Pater Profundus   | Michael Mayer (Òpera de Viena)                | És un altre sant ermità, però amb un nivell de comprensió més baix; per això canta en una tessitura greu. |

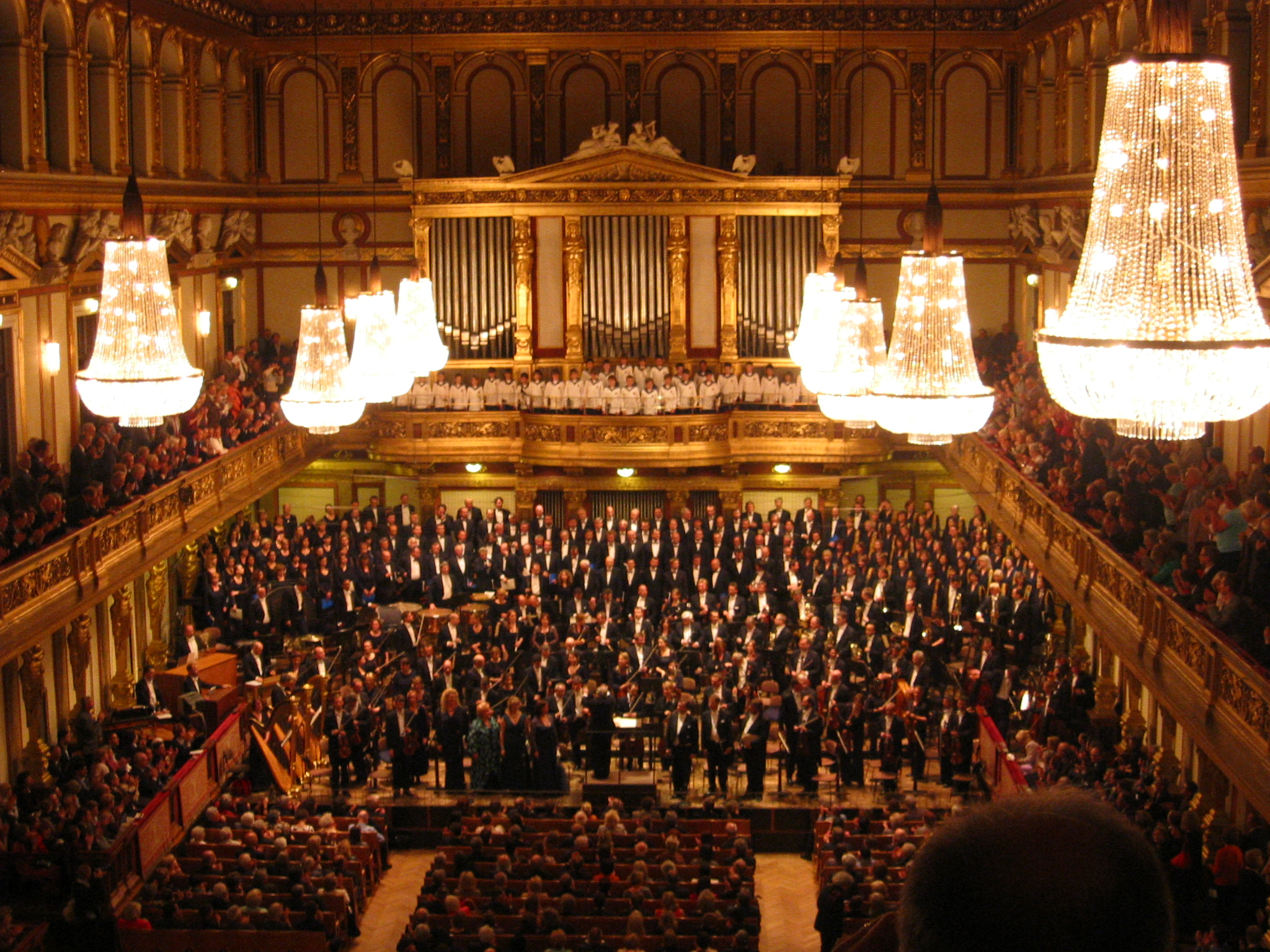
L'Orquestra Estatal de Berlín, amb l'Associació de Cantants Vienesos, el Cor Filharmònic Eslovac i els Petits Cantors de Viena, dirigits per Pierre Boulez, després d'interpretar la simfonia a la Musikverein de Viena (2009).

De La Grange crida l'atenció sobre la tessitura notablement alta per a les sopranos, tant per a les interpret com a les cantants del cor. El personatge de la Mater Gloriosa intervé només durant vint compassos, però durant els assajos Mahler el va considerar prou important per a assignar-li un paper per separat, a causa de l'especial puresa de veu que requereix. Sovint aquesta soprano se situa en un lloc elevat, separada dels altres solistes.
De La Grange qualifica els solos de contralt de curts i sense complicacions, però per contra que el paper del tenor solista a la Part II és extens i exigent alhora, atès que en diverses ocasions ha de ser escoltat per sobre dels cors. Els amplis salts melòdics del paper del Pater Profundus suposen un exigent repte per al baix solista.

### Rebuda i història de les interpretacions

#### Estrena

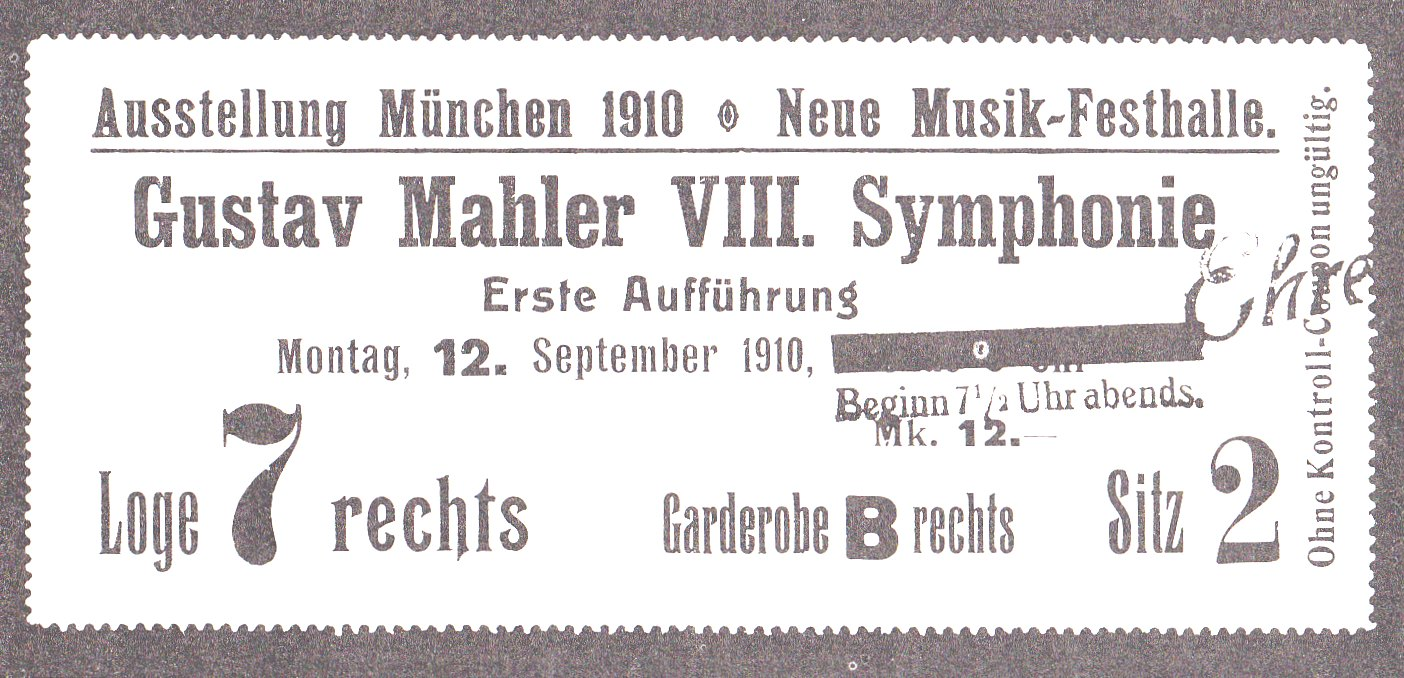
Una entrada per l'estrena de la Vuitena simfonia, Múnic, 12 de setembre del 1910

Mahler va arribar a un acord amb l'empresari Emil Gutmann perquè la simfonia fos estrenada a Múnic la tardor del 1910. Aviat va lamentar la seva participació, escrivint sobre la por que li feia que Gutmann transformés la interpretació en «un catastròfic espectacle de Barnum and Bailey». Els preparatius van començar a principis d'any, amb la selecció de cors d'agrupacions corals de Múnic, Leipzig i Viena. La Zentral-Singschule de Múnic va contribuir amb tres-cents cinquanta estudiants per al cor d'infants. Alhora Bruno Walter, l'ajudant de Mahler al Hofoper de Viena, va ser el responsable de la contractació i preparació dels vuit solistes. Al llarg de la primavera i de l'estiu, aquests efectius es preparaven en els seus llocs d'origen, abans de reunir-se a Múnic a principis de setembre durant tres dies d'assajos finals sota la direcció del mateix Mahler. El seu jove ajudant Otto Klemperer va remarcar més endavant els molts petits canvis que Mahler va fer a la partitura durant els assajos: «Ell sempre volia més claredat, més i més contrast dinàmic. En algun moment durant els assajos es va girar cap a nosaltres i va dir: «Si després de la meva mort, alguna cosa no sona bé, canvieu-la. Teniu no només el dret sinó també el deure de fer-ho».
Per a l'estrena, fixada el 12 de setembre, Gutmann havia llogat el recentment construït Neue Musik-Festhalle, al recinte firal internacional de Múnic, a prop de Theresienhöhe (en l'actualitat, una sucursal del Deutsches Museum). Aquesta gran sala tenia una capacitat per a tres mil dues-centes persones. Amb la finalitat de fomentar la venda d'entrades i donar més publicitat, Gutmann es va inventar el nom de «Simfonia dels mil», que s'ha mantingut com un subtítol popular de la simfonia de Mahler, malgrat el rebuig d'aquest. Entre les moltes figures distingides presents en l'estrena, per a la qual es van vendre totes les entrades, van assistir-hi els compositors Richard Strauss, Camille Saint-Saëns, Arnold Schönberg, Anton Webern i Erich Wolfgang Korngold, els escriptors Thomas Mann, Stefan Zweig i Arthur Schnitzler, i el director de teatre més important del moment, Max Reinhardt. També entre el públic hi havia el director d'orquestra britànic Leopold Stokowski, que sis anys més tard dirigiria l'estrena de la simfonia als Estats Units. Tampoc no hi faltaren personalitats com el príncep hereu de Baviera, el rei Albert I de Bèlgica o l'empresari Henry Ford, vingut expressament d'Amèrica.
Fins aquest moment, les recepcions de les noves simfonies de Mahler havien estat en general decebedores.
No obstant això, l'estrena a Múnic de la Vuitena simfonia va ser un triomf sense precedents: quan els acords finals es van apagar, hi va haver una breu pausa abans de l'enorme esclat d'aplaudiments que va durar vint minuts. De tornada al seu hotel, Mahler va rebre una carta de Thomas Mann, que es va referir al compositor com «l'home que, al meu entendre, expressa l'art del nostre temps en la seva forma més profunda i sagrada».
La durada de la simfonia en la seva primera actuació va ser mesurada pel crític i compositor Julius Korngold en vuitanta-cinc minuts. Aquesta actuació va ser l'última vegada que Mahler va realitzar una estrena d'una de les seves obres. Vuit mesos després del seu triomf a Múnic, moriria a l'edat de cinquanta anys. Les seves obres restants, Das Lied von der Erde (El cant de la terra), la Novena i la inacabada Desena simfonia, van ser totes estrenades després de la seva mort.

#### Interpretacions posteriors

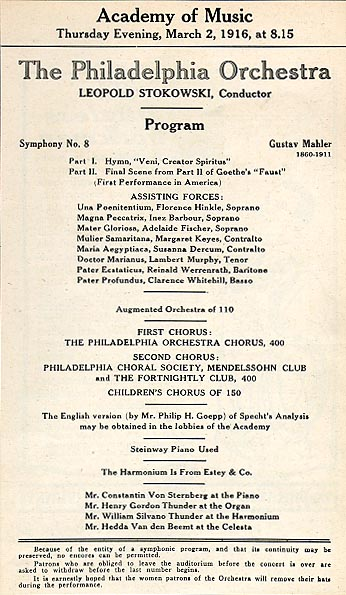
Programa de l'estrena als Estats Units de la Vuitena de Mahler, Filadelfia, marça del 1916.

L'endemà de l'estrena de Múnic, Mahler va dirigir l'orquestra i el cor en una repetició del concert.
Durant els tres anys següents, segons els càlculs de l'amic de Mahler Guido Adler, la Vuitena Simfonia va ser interpretada un total de vint vegades per tot Europa. Entre elles s'inclouen l'estrena ala Països Baixos, a Amsterdam, sota la direcció de Willem Mengelberg el 12 de març de 1912, i la primera interpretació a Praga, realitzada el 20 març 1912 sota la direcció de l'antic col·lega de Mahler a la Hofoper de Viena Alexander Zemlinsky. La capital austríaca va haver d'esperar fins a l'any 1918 perquè la simfonia fos escoltada allí. Als Estats Units, Leopold Stokowski va persuadir la junta de l'Orquestra de Filadèlfia, inicialment reticent, a finançar la seva estrena, que va tenir lloc el 2 de març de 1916. L'ocasió va ser un gran èxit, i la simfonia va ser interpretada diverses vegades més a Filadèlfia abans que l'orquestra i els cors viatgessin a Nova York per a una sèrie d'actuacions al Metropolitan Opera House que foren igualment ben rebudes.
Al Festival Mahler d'Amsterdam, el maig del 1920, les simfonies completes de Mahler i els seus cicles de cançons més importants van ser presentats al llarg de nou concerts oferts per l'Orquestra del Concertgebouw i els seus cors, sota la direcció de Mengelberg. L'historiador austríac especialitzat en música Oscar Bie, impressionat amb el festival en el seu conjunt, va escriure posteriorment que la Vuitena era «més forta en el seu efecte que en importància i més pura en les seves veus que en emoció». El crític musical Samuel Langford va comentar que els britànics «no eren molt entusiastes amb la música de Mahler», i la Vuitena Simfonia no va ser interpretada al Regne Unit fins al 15 d'abril de 1930, quan Henry Joseph Wood la va presentar amb l'Orquestra Simfònica de la BBC. L'obra va ser interpretada una altra vegada vuit anys més tard pels mateixos efectius. Entre els presents en aquesta audició hi havia el jove compositor Benjamin Britten, que va quedar impressionat per la música, però va trobar la interpretació en si «execrable».
Els anys posteriors a la Segona Guerra Mundial es van realitzar una sèrie d'actuacions notables de la Vuitena Simfonia, entre elles la retransmissió de la versió de Sir Adrian Boult des del Royal Albert Hall de Londres el 10 de febrer de 1948, l'estrena al Japó per Kazuo Yamada a Tòquio el desembre de 1949 i l'estrena a Austràlia sota la batuta d'Eugene Goossens el 1951. Una interpretació al Carnegie Hall de Nova York a càrrec de Stokowski l'any 1950 va esdevenir el primer enregistrament de la simfonia llançat al mercat discogràfic. Després del 1950, el creixent nombre d'interpretacions i enregistraments denotaven una creixent popularitat, tot i que no tot eren crítiques favorables. Theodor Adorno va trobar la peça feble, «una gran petxina simbòlica»; tot i ser l'obra més destacada de Mahler, és, en opinió d'Adorno, menys reeixida, tant musicalment com artísticament inferior a les seves altres simfonies. El biògraf de Mahler Jonathan Carr troba la major part de la simfonia «suau», desproveïda de la tensió i resolució presents a les altres simfonies del compositor. Deryck Cooke, d'altra banda, compara la Vuitena de Mahler amb la Novena Simfonia «Coral» de Beethoven. Per a Cooke, la de Mahler és «la Simfonia Coral del segle xx: com la de Beethoven, però de manera diferent, ens presenta un ideal de redempció que estem encara lluny d'assolir, fins i tot potser allunyant-nos, però que no podem abandonar».
A finals del segle xx i ja dins del XXI, la Vuitena simfonia ha estat interpretada a tot el món. Una successió d'estrenes a l'Extrem Orient van culminar l'octubre de 2002 a Pequín quan Long Yu la va dirigir amb l'Orquestra Filharmònica Xinesa, la primera interpretació de l'obra a la República Popular de la Xina. El festival de les Arts Olímpiques de Sydney de l'agost de 2000 va començar amb una interpretació de la Vuitena per l'Orquestra Simfònica de Sydney sota la direcció del seu director principal Edo de Waart. La popularitat de l'obra va suposar que sovint es fes servir com a peça per a celebracions: el 15 de març del 2008 Yoav Talmi va dirigir uns dos-cents instrumentistes i un cor de vuit-centes persones en una interpretació a la Ciutat de Quebec per commemorar el 400 aniversari de la fundació de la ciutat. A Londres, el 16 de juliol del 2010, en el concert inaugural dels BBC Proms, es va celebrar el 150 aniversari del naixement de Mahler amb una interpretació de la Vuitena, amb Jiří Bělohlávek dirigint l'Orquestra Simfònica de la BBC.
A Espanya es va estrenar el 28 de juny de 1970 a Granada durant el Festival Internacional de Música, sota la batuta de Rafael Frühbeck de Burgos i amb l'Orquestra Nacional d'Espanya, l'Orfeón Donostiarra i l'Orfeón Pamplonés. Els mateixos intèrprets la tocaren l'abril de 1971 a Madrid i el 27 de setembre següent l'estrenaren a Barcelona, al Gran Teatre del Liceu, en el marc del Festival Internacional de Música de Barcelona. Calgué esperar el 2 de febrer de 2001 perquè la Vuitena de Mahler fos interpretada a Catalunya per primer cop per agrupacions musicals catalanes, entre elles l'OBC.

## Anàlisi

### Estructura i forma
Les dues parts de la Vuitena Simfonia combinen el text sagrat de l'himne en llatí del segle ix Veni Creator Spiritus amb el text laic dels passatges de cloenda del poema dramàtic Faust de Goethe, escrit el segle xix. Malgrat les diferències òbvies presents en aquesta juxtaposició, l'obra en conjunt expressa una única idea: la redempció a través del poder de l'amor. L'elecció d'aquests dos textos no va ser arbitrària: Goethe, un poeta que Mahler admirava, creia que el Veni Creator encarnava els aspectes de la seva pròpia filosofia i el va traduir a l'alemany l'any 1820. Un cop es va sentir inspirat per la idea del Veni Creator, Mahler aviat va veure el poema dramàtic Faust com la contrapart ideal a l'himne llatí. La unitat entre les dues parts de la simfonia s'estableix, musicalment, en la mesura que comparteixen material temàtic. En particular, les primeres notes del tema Veni Creator (mi bemoll → si bemoll → la bemoll) dominen el clímax de les dues parts; en la culminació de la simfonia, la glorificació de Goethe de la «feminitat eterna» pren la forma d'un coral religiós.
En compondre la partitura, Mahler va abandonar temporalment els elements de major progressió tonal que havien aparegut en les seves obres primerenques. La tonalitat de la simfonia és, tractant-se de Mahler, inusualment estable; malgrat les freqüents modulacions a altres tonalitats, la música sempre torna a la principal de mi bemoll major. Aquesta és la primera de les obres en què elements identificadors seus com ara cants d'ocells, marxes militars o danses austríaques, són gairebé inexistents. Encara que els nombrosos efectius corals i orquestrals empleats suggereixen una obra d'un so monumental, d'acord amb el crític Michael Kennedy «l'expressió predominant no és la de torrents de so sinó els contrasts entre els subtils colors tonals i la lluminosa qualitat de l'orquestració».
Per a la Part I, la majoria de comentaristes accepten l'esquema en forma de sonata que va ser discernida pels primers analistes musicals. L'estructura de la Part II és més difícil de resumir, en ser una amalgama de diversos gèneres. Els analistes, incloent-hi Specht, Cooke i Paul Bekker, han identificat «moviments» Adagio, Scherzo i Finale dins de l'esquema general de la Part II, encara que altres, incloent-hi De La Grange i Donald Mitchell, troben poques proves per sostenir aquesta divisió. El musicòleg Ortrun Landemann ha suggerit que l'anàlisi formal de la Part II, després de la introducció orquestral, consisteix en una forma sonata sense la recapitulació; per tant, consta d'exposició, desenvolupament i conclusió.

### Part I:Veni Creator Spiritus

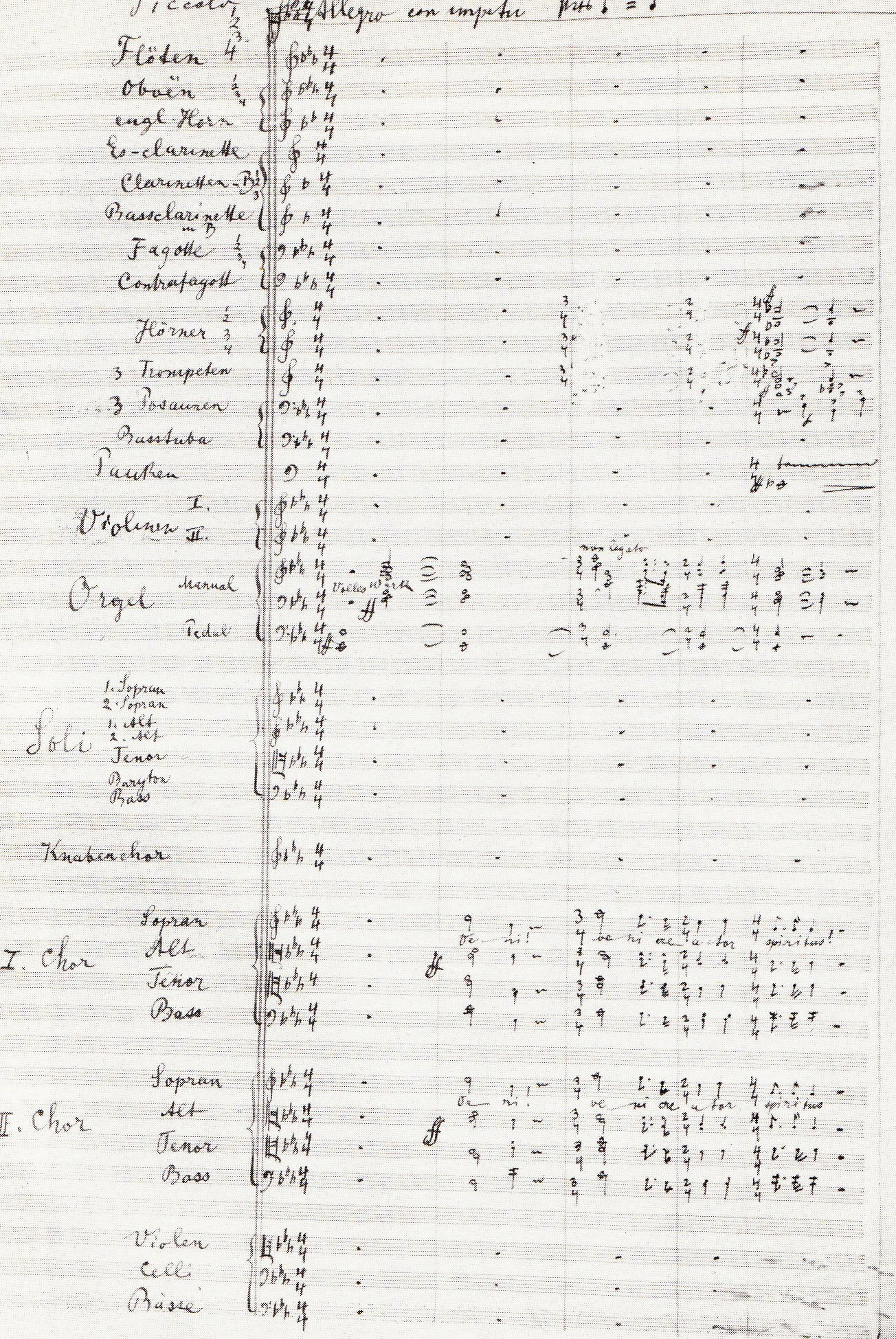
Manuscrit en net de Mahler de la primera pàgina de la Vuitena simfonia.

Mitchell compara la Part I amb un motet enorme i argumenta que la clau per comprendre-la és llegir-la com un intent de Mahler d'emular la polifonia dels grans motets de Johann Sebastian Bach, especialment el titulat Singet dem Herrn ein neues Lied («Canteu al Senyor un càntic nou»).

La simfonia comença amb un únic acord de tònica en mi bemoll, que sona a l'orgue, seguit de l'entrada dels cors congregats invocant en fortissimo el «Veni, veni Creator Spiritus». 
 

Les tres notes del motiu «creator» són immediatament interpretades pels trombons i després per les trompetes en un tema de marxa que serà usat com a element d'unió al llarg de tota l'obra. 

Després de la primera declaració declamatòria, els dos cors d'adults entaulen un diàleg cantat, que acaba amb una curta transició cap a un extens passatge líric, «Imple superna gratia», una petició de la gràcia divina. 
 
Aquí, el que Kennedy anomena «la presència inconfusible del Mahler del segle xx» es percep en introduir la soprano solista un tema meditatiu. Aviat se li uneixen altres veus solistes explorant un nou tema per preparar el retorn exuberant dels cors, en un episodi en la bemoll en el qual els solistes competeixen amb els cors.

A la següent secció, «Infirma nostri corporis virtute firmans perpeti» («Infon en la nostra feble carn la força perpètua»), torna a la tonalitat principal de la mi bemoll amb una variació del tema principal. La secció s'interromp per un breu interludi orquestral en què s'escolten les campanes tubulars greus, donant un to ombrívol a la música. Aquest nou ambient menys segur és superat en reprendre el tema «Infirma nostri corporis», aquest cop sense els cors, en un tènue ressò en re menor de la invocació inicial. 

El final d'aquest episodi és prosseguit per una transició i una «inoblidable onada en mi major», en el qual la totalitat d'efectius corals declama «Accende volum sensibus» («Il·lumina els nostres sentits»). 

El primer cor de nens continua, en un humor alegre, mentre la música reuneix força i ritme. Aquest passatge, que està escrit en forma de doble fuga, és de gran dificultat en desenvolupar molts temes precedents, amb constants modulacions (canvis de tonalitat). Tots els efectius es combinen de nou en la recapitulació de la secció «Veni Creator» en una forma abreujada. Un passatge més tranquil de conclusió porta a una coda orquestral quan el cor de nens anuncia la doxologia «Glòria sit Patri Domino» («Glòria al Pare»). 

Després d'això, la música canvia de manera ràpida i potent fins a arribar al clímax, en el qual un conjunt de metalls situat fora de l'escenari irromp amb el tema «Accende» mentre l'orquestra principal i cors finalitzen amb una triomfant escala ascendent.

### Part II: Escena final delFaustde Goethe
La segona part de la simfonia segueix la narració de l'última escena del poema de Goethe: el viatge de l'ànima de Faust, rescatada de les urpes de Mefistòfil, en la seva última ascensió al cel. La proposta de Landemann que el moviment segueix una estructura de sonata es basa en la divisió, després d'un preludi orquestral, de cinc seccions que ell identifica musicalment com a exposició, tres desenvolupaments episòdics i el final.

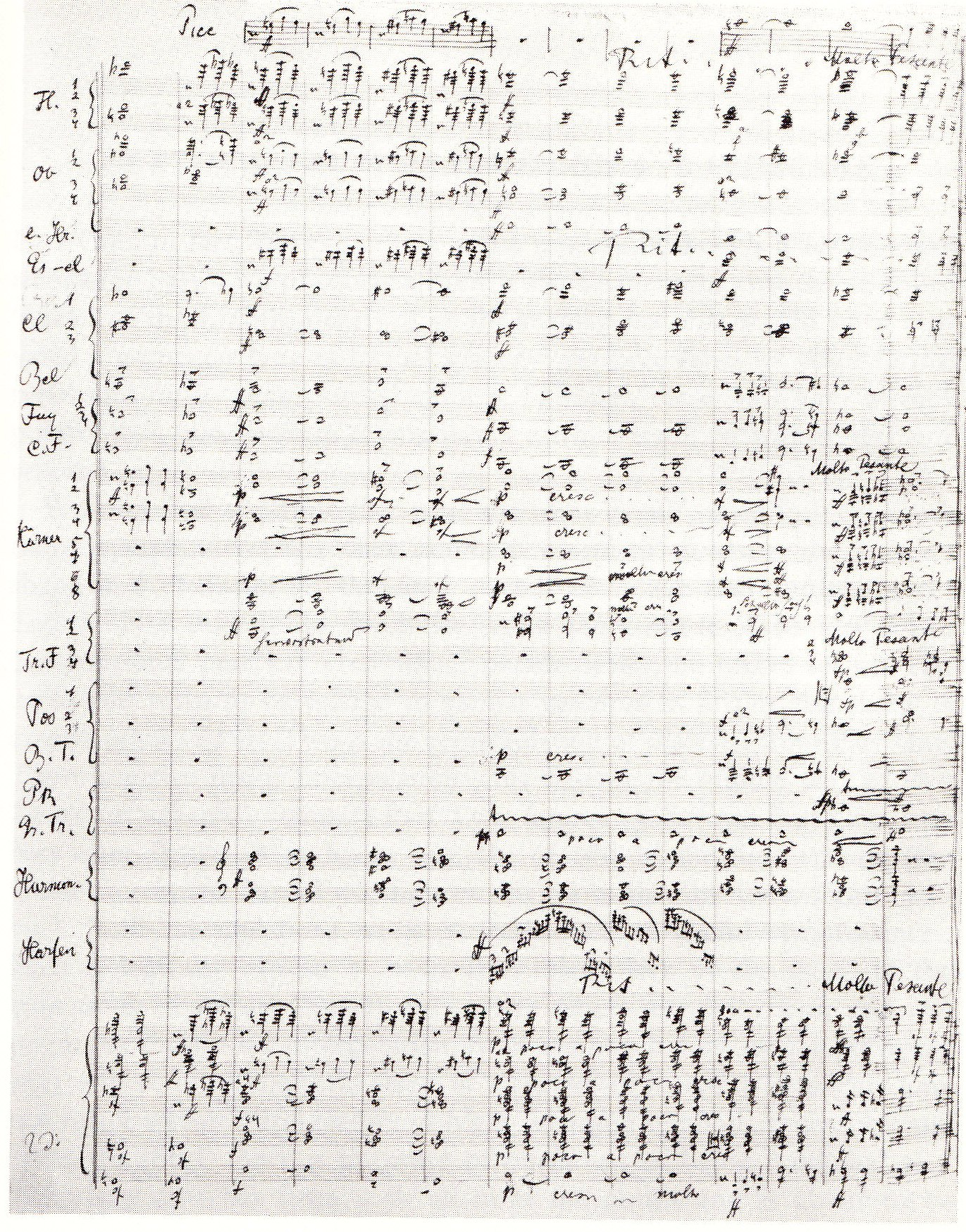
Partitura manuscrita de Mahler del començament del Chorus mysticus, que dona lloc a la triomfant conclusió de la simfonia.

El llarg preludi orquestral (cent seixanta-sis compassos) és en mi bemoll menor i, a la manera d'una obertura operística, anticipa alguns dels temes que s'escoltaran més endavant en el moviment. L'exposició s'inicia gairebé en silenci, representant una muntanya rocosa i arbrada, habitada per diversos anacoretes. Els sons s'escolten en un cor destinat a crear una tènue atmosfera completada amb murmuris i ecos. 

 Un solemne solo de baríton, la veu del Pater Ecstaticus, finalitza calorosament per donar pas a una modulació a major quan les trompetes toquen el tema «Accende» de la Part I. A continuació ve l'exigent i dramàtica ària del baix, la veu del Pater Profundus, que finalitza la seva turmentada meditació suplicant la misericòrdia de Déu en els seus pensaments. Els acords que es repeteixen en aquesta secció recorden Parsifal de Richard Wagner.

L'atmosfera s'alleugereix amb l'entrada dels àngels i els nens benaurats (cor de dones i nens) que porten l'ànima de Faust. Aquí la música potser és una relíquia de l'scherzo sobre els «Jocs de Nadal» previst en el primitiu esborrany de la simfonia en quatre moviments. 

 L'ambient és festiu, amb crits triomfals de «Jauchzet auf!» («Alegreu-vos!»), i l'exposició finalitza amb un postludi que remet a la música «Infirma nostri corporis» de la Part I.
La primera fase del desenvolupament comença quan el cor de dones dels àngels joves invoca la «feliç companyia de nens benaurats» que han de portar al cel l'ànima de Faust. Els nens benaurats reben l'ànima amb alegria, les seves veus s'uneixen a la del Doctor Marianus(tenor), el qual acompanya el cor abans de trencar en un arrabassat himne en mi major dirigit a la Mater Gloriosa, «la reina del cel». Quan l'ària acaba, les veus masculines del cor fan d'eco de les paraules del solista en un fons orquestral de trèmolos de viola, un passatge qualificat per De La Grange d'«emocionalment irresistible».

A la segona part del desenvolupament, l'entrada de la Mater Gloriosa es marca amb un acord sostingut en mi major de l'harmònium, amb arpegis de les arpes tocats sobre una melodia de violí en pianissimo que De La Grange etiqueta com a «tema de l'amor». 

 Després hi ha un seguit de contínues modulacions mentre el cor de dones penitents demanen audiència a la Mater Dgloriosa, seguit dels precs en sol de la Magna Peccatrix, de la Mulier Samaritana i de Maria Aegyptiaca. En aquestes àries, el «tema de l'amor» es desenvolupa encara més i es torna a sentir el «tema de l'scherzo» associat amb la primera aparició dels àngels.

L'últim desenvolupament episòdic és un solo a manera d'himne del tenor i el cor, en el qual el Doctor Marianus convida les penitents a «alçar la mirada». 

 Segueix un curt passatge instrumental, orquestrat per a un estrafolari grup de cambra format per flautí, flauta, harmònium, celesta, piano, arpes i un quartet de corda. Això serveix de transició per preparar el finale, el Chorus mysticus, que comença en mi bemoll major de manera gairebé imperceptible i que Mahler descriu amb l'anotació Wie ein Hauch, «com una alenada». 

 El so augmenta gradualment en un crescendo, mentre les veus solistes s'uneixen o contrasten amb els cors. Quan el clímax s'acosta, molts temes són repetits: el «tema de l'amor», la cançó de Margarida i l'«Accende» de la Part I. Finalment, mentre el cor conclou amb «La feminitat eterna ens portarà cap al cel», la secció de metalls situada fora de l'escenari reapareix amb un últim tribut al motiu Veni Creator, per acabar la simfonia amb una triomfant fanfàrria. Potser no serà el millor, però probablement es tracta del finale més espectacular de tota la història del simfonisme.

## Edicions de l'obra
Ara per ara només se sap que hi hagi una partitura autògrafa de la Vuitena Simfonia de Mahler. Va estar en poder d'Alma Mahler i avui dia es conserva als arxius de la Biblioteca Estatal de Baviera, a Múnic. L'any 1906, Mahler va signar un contracte amb la companyia editorial vienesa Universal Edition (UE), que va esdevenir la principal editora de totes les seves obres. UE va publicar el 1912 la partitura orquestral de la Vuitena Simfonia. Una versió russa, publicada a Moscou per Izdatel'stvo Muzyka el 1976, va ser reeditada als Estats Units per  Dover Publications el 1989, amb textos i notes en anglès. La International Gustav Mahler Society, fundada el 1955, té com a principal objectiu la producció d'una edició crítica completa de totes les obres. A data de 2010, l'edició crítica de la Vuitena continua sent un projecte de futur.

## Enregistraments
La interpretació de Sir Adrian Boult del 1948 amb l'Orquestra Simfònica de la BBC va ser enregistrada per la BBC, però no va ser llançada al mercat fins al 2009, quan va estar disponible en format MP3. El primer enregistrament publicat de la simfonia completa va ser la interpretació de Leopold Stokowski el dia 9 d'abril de 1950 al Carnegie Hall amb l'Orquestra Filharmònica de Nova York i diversos cors conjunts d'aquesta ciutat. Gairebé dos anys abans, al juliol de 1948, el compositor d'origen hongarès Eugene Ormandy va enregistrar el moviment «Veni Creator Spiritus» al Hollywood Bowl. Des de la versió de Stokowski, s'han realitzat almenys setanta enregistraments de la simfonia per algunes de les millors orquestres i cantants del món, la majoria en directe per la dificultat d'allotjar la nombrosa plantilla en un estudi d'enregistrament.